# Harriet Lindeman
Harriet Lindeman, född 16 juni 1946, är en åländsk politiker (Frisinnad Samverkan).
Harriet Lindemans uppdrag:
- Social- och miljöminister, Ålands landskapsregering 2005-2007
- Ledamot av Ålands lagting 1987-2007[1]
- Andra vice talman Ålands lagting 2003-2005[2]
- Social- och miljöminister, Ålands landskapsregering 1999-2001
- Kultur- och utbildningsminister, Ålands landskapsregering 1995-1999
- Vice lantråd och social- och miljöminister, Ålands landskapsregering 1991-1995